# Nikki Haley

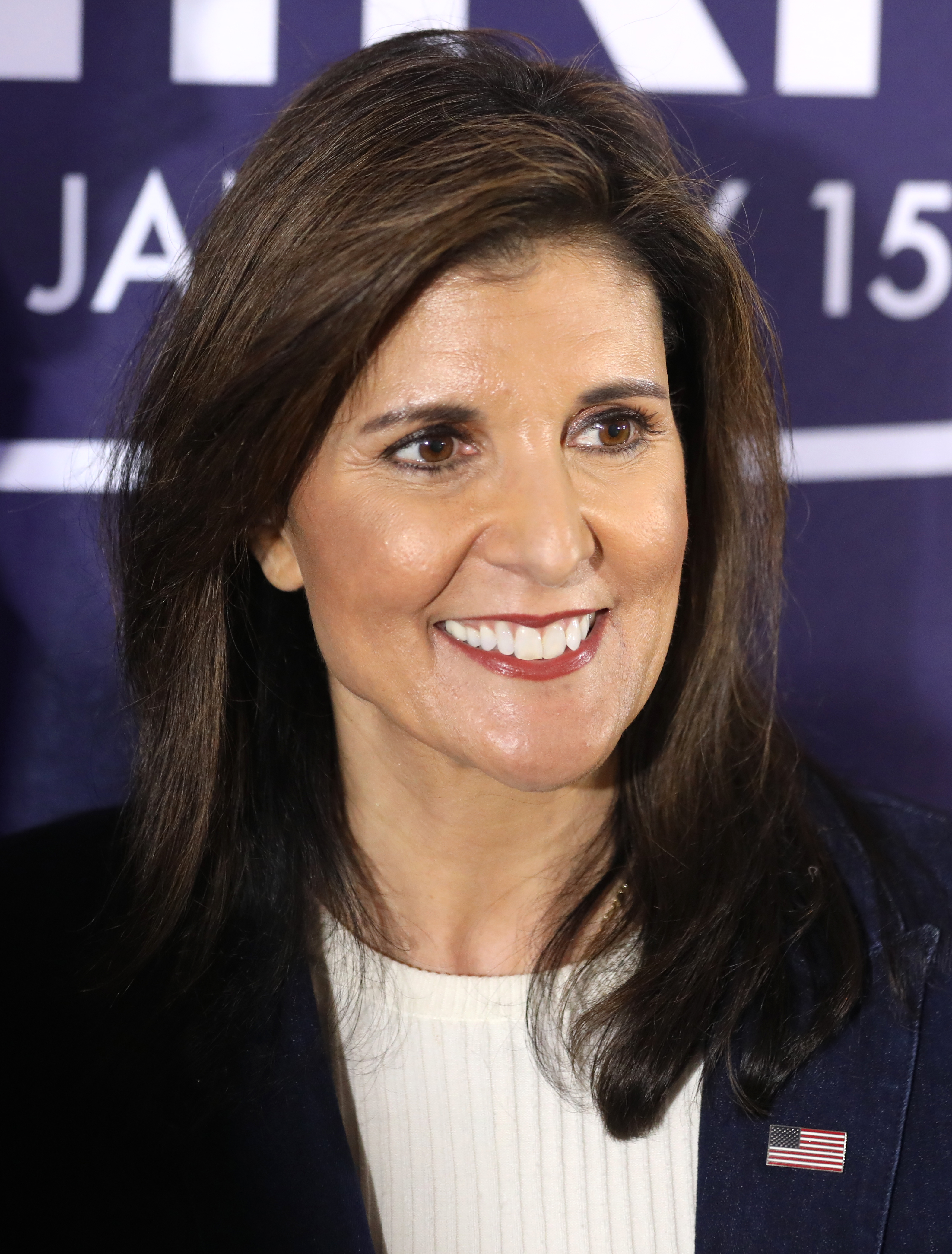
Nikki Haley (2024)

Nimarata Nikki Haley, geb. Randhawa, (* 20. Januar 1972 in Bamberg, South Carolina) ist eine US-amerikanische Diplomatin, Juristin und Politikerin der Republikanischen Partei. Von 2011 bis 2017 war sie als erste Frau Gouverneurin von South Carolina und die zweite Gouverneurin in den Vereinigten Staaten mit indischer Familienbiografie. Präsident Donald Trump ernannte sie bei seinem Amtsantritt 2017 zur US-Botschafterin bei den Vereinten Nationen. Sie trat Ende 2018 von diesem Amt zurück. Bei den Vorwahlen der Republikaner kandidierte sie für die Präsidentschaftswahl 2024.

## Herkunft und Familie
Haley wurde als Kind indischer Einwanderer geboren. Ihre Eltern Ajit Singh Randhawa und Raj Kaur Randhawa gehören der Glaubensgemeinschaft der Sikhs an. Sie stammen aus dem indischen Distrikt Amritsar und emigrierten 1969 zunächst nach Kanada, wo der Vater in Vancouver eine Professur für Biologie an der University of British Columbia erhielt. Später wanderten sie in die Vereinigten Staaten aus und waren die ersten indischen Einwanderer an ihrem neuen Heimatort Bamberg. Der Vater war dort Professor am Voorhees College in Denmark, South Carolina. Ihre Mutter gründete 1976 das Bekleidungsgeschäft Exotica International Gift Shop.
Haley half ihrer Mutter und begann mit 13 Jahren, sich um die Buchhaltung des Geschäfts zu kümmern. Nach dem Schulabschluss an den Orangeburg Preparatory Schools studierte sie Buchhaltung an der Clemson University, arbeitete in einem Unternehmen in North Carolina und wurde danach Finanzvorstand im Unternehmen ihrer Mutter.
Im September 1996 heiratete sie Michael Haley, einen Offizier der Army National Guard, nach dem Ritus der Sikhs und der Methodisten. Haley ist heute Mitglied der Mt. Horeb United Methodist Church. Sie hat zwei Kinder.

## Politische Laufbahn
Haley wurde 2004 in das Repräsentantenhaus von South Carolina gewählt. Hierbei setzte sie sich gegen den Republikaner Larry Koon durch. 2006 wurde sie wiedergewählt.

### Gouverneurin

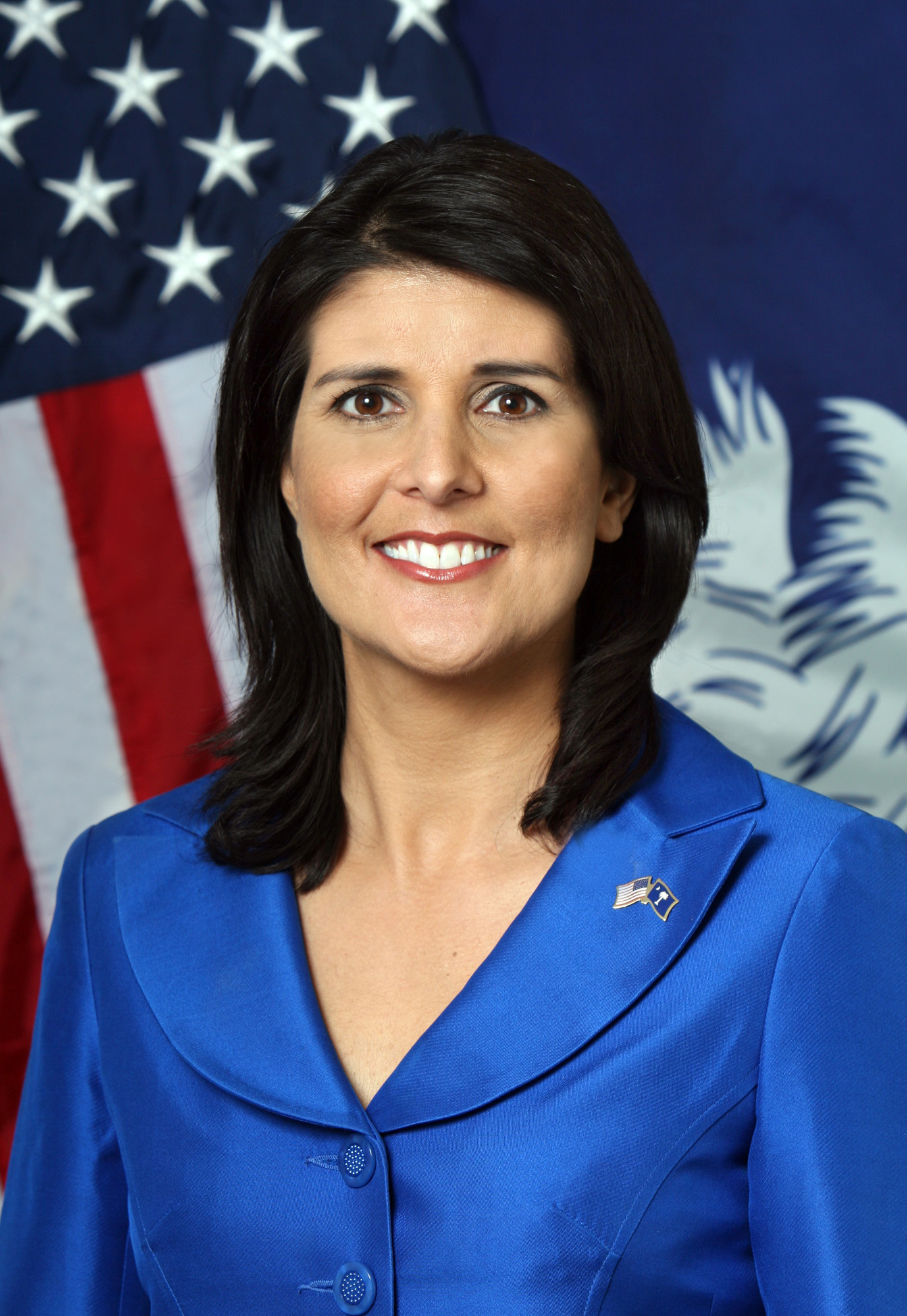
Haley (2010)

Vor der Gouverneurswahl 2010 in South Carolina setzte sie sich in der parteiinternen Vorwahl 2009 gegen drei prominente Republikaner durch. Ihr größter Spender war der Geschäftsmann Shalabh Kumar. Sie war eine der Kandidatinnen, die Sarah Palin unterstützte und wurde deshalb zu den Mama Grizzlys gerechnet; zudem stand sie der Tea-Party-Bewegung nahe.
Im Wahlkampf hatte sie mit der Behauptung zu kämpfen, sie sei keine richtige Christin, da sie im Glauben der Sikhs erzogen worden sei. 2010 wurde sie vom Republikaner John M. „Jake“ Knotts, Jr., damals Abgeordneter im Repräsentantenhaus von South Carolina, als Raghead beschimpft. Dieser Ausdruck ist eine rassistisch denotierte, abwertende Bezeichnung für Menschen, die traditionelle Kopfbedeckungen wie Turban oder Kufiya tragen. Diese Äußerung wurde von Haleys Wahlkampfmanager und von Mitgliedern der Republikanischen Partei scharf kritisiert. Haley gewann die Hauptwahl mit 51,4 zu 46,9 Prozent gegen den Demokraten Vincent Sheheen, der Mitglied des Staatssenats war.
Am 4. November 2014 wurde Haley in eine zweite Amtszeit als Gouverneurin gewählt, wieder gegen Sheheen.

### UN-Botschafterin
In der Vorwahl zur Präsidentschaftswahl 2016 sprach sich Haley für Marco Rubio aus. Als Rubio seine Kandidatur zurückzog, sprach sie sich für Ted Cruz aus. Sie war im Gespräch für verschiedene Ämter im Kabinett Trump I, das der gewählte US-Präsident Donald Trump im November 2016 zusammenstellte, u. a. als mögliche Außenministerin.

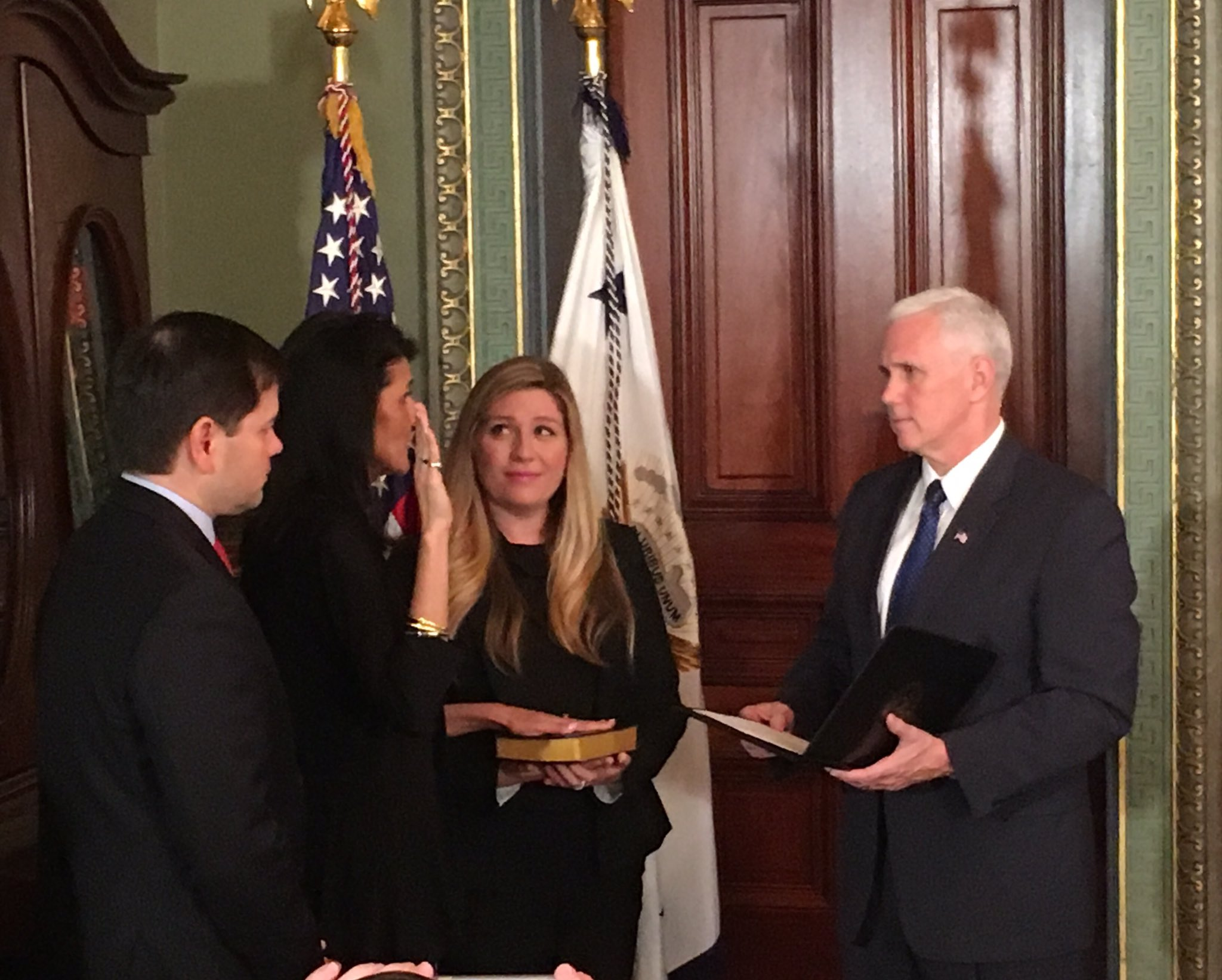
Haley wird vom Vizepräsidenten Mike Pence am 25. Januar 2017 als US Botschafterin bei den Vereinten Nationen eingeschworen.

 Der gewählte Präsident Trump nominierte Haley im November 2016 zur Botschafterin der Vereinigten Staaten bei den Vereinten Nationen; ihre Vorgängerin war Samantha Power. Der Senat bestätigte die Ernennung am 24. Januar 2017. Danach reichte sie ihren Rücktritt als Gouverneurin ein. Die Nachfolge trat Vizegouverneur Henry McMaster an.
Als UN-Botschafterin der Vereinigten Staaten nahm Haley eine herausragende Rolle in der Außenpolitik der Regierung Trump ein. Die Zeitung Politico hielt sie während des ersten Jahres für präsenter als den Außenminister Rex Tillerson und bezeichnete sie als De-facto-Außenministerin nach dessen Entlassung im März 2018, bevor dessen designierter Nachfolger Mike Pompeo vom Senat bestätigt wurde. Dabei formulierte sie eigenständige Positionen, die im Weißen Haus zuweilen auf Widerstand trafen, etwa, als sie Anfang 2017 die russische Einflussnahme auf den US-Wahlkampf 2016 als kriegerischen Akt bezeichnete oder als sie im Herbst 2017 im Zuge der #MeToo-Debatte forderte, die Frauen, die Präsident Trump sexueller Übergriffe bezichtigten, sollten gehört werden. Im April 2018 vertrat sie eine harte Linie bei Sanktionen gegenüber Russland, die Trump später zurücknahm und erklären ließ, Haley habe etwas missverstanden. Sie wehrte sich als erstes Kabinettsmitglied öffentlich gegen eine derartige Charakterisierung, was Politico als „rote Linie“ bezeichnete, die Haley dem Präsidenten gesetzt habe, der immer wieder Mitarbeiter öffentlich bloßstellte. Am 9. Oktober 2018 kündigte sie überraschend ihren Rücktritt zum Jahresende an.

### Kandidatur um das US-Präsidentschaftsamt 2024

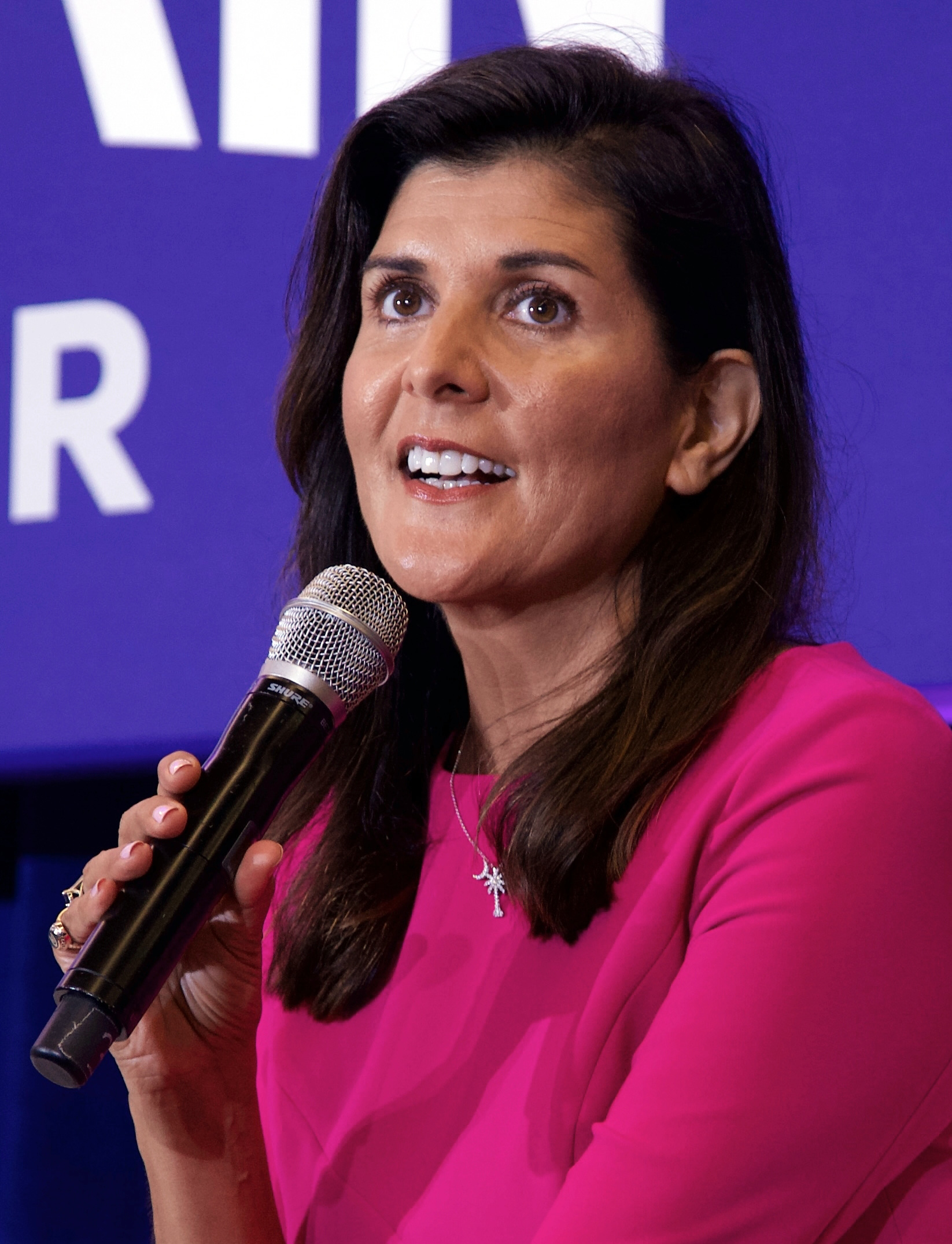
Haley Juli 2021

Am 14. Februar 2023 gab Nikki Haley ihre Kandidatur für die Präsidentschaftswahl 2024 bekannt.

Umfragen ließen ihre Chancen gegen Donald Trump oder auch Ron DeSantis in den Vorwahlen als gering erscheinen. Ihre Kandidatur zog Anhänger von DeSantis ab, wovon Trump profitierte.

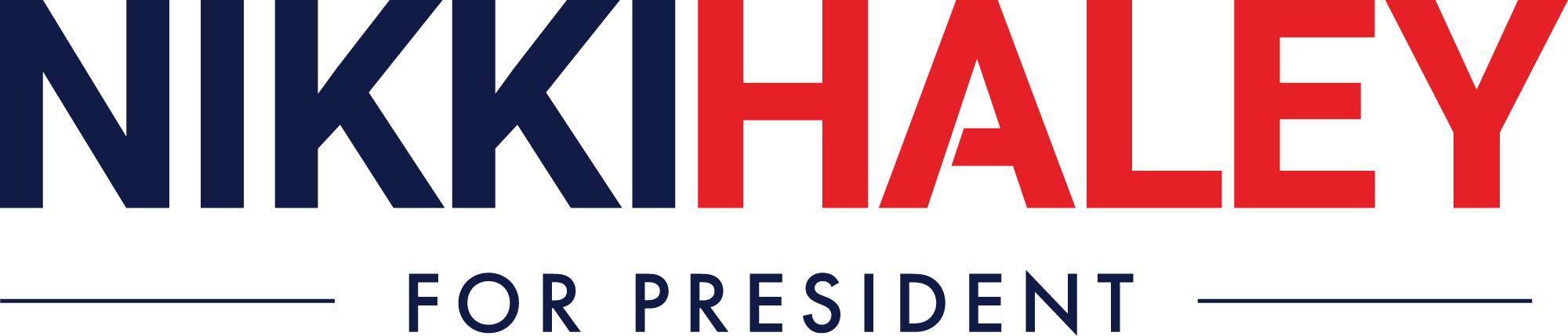
Nikki Haleys Logo zur Präsidentschaftswahl 2024

 Bei einer CNN-Umfrage Ende August wurden ihr von allen republikanischen Kandidaten die besten Chancen eingeräumt, den Präsidentschaftswahlkampf gegen Amtsinhaber Joe Biden zu gewinnen. Am 28. November 2023 gab die milliardenschwere Stiftung Americans for Prosperity des Großindustriellen Charles Koch bekannt, dass sie Haley als Kandidatin unterstützen werde. Auch forderte der CEO von JPMorgan Chase, Jamie Dimon, Ende November 2023 die Demokraten auf, Nikki Haley bei den Präsidentschaftsvorwahlen zu unterstützen, und äußerte, Haley sei eine starke Alternative zu Trump.
Am 6. März 2024, einen Tag nach dem Super Tuesday, zog Haley ihre Präsidentschaftskandidatur zurück. Trump schrieb im Mai 2024, Haley komme als Running Mate (d. h. im Falle seiner Wahl als US-Vizepräsidentin) für ihn nicht in Betracht.

## Politische Positionen

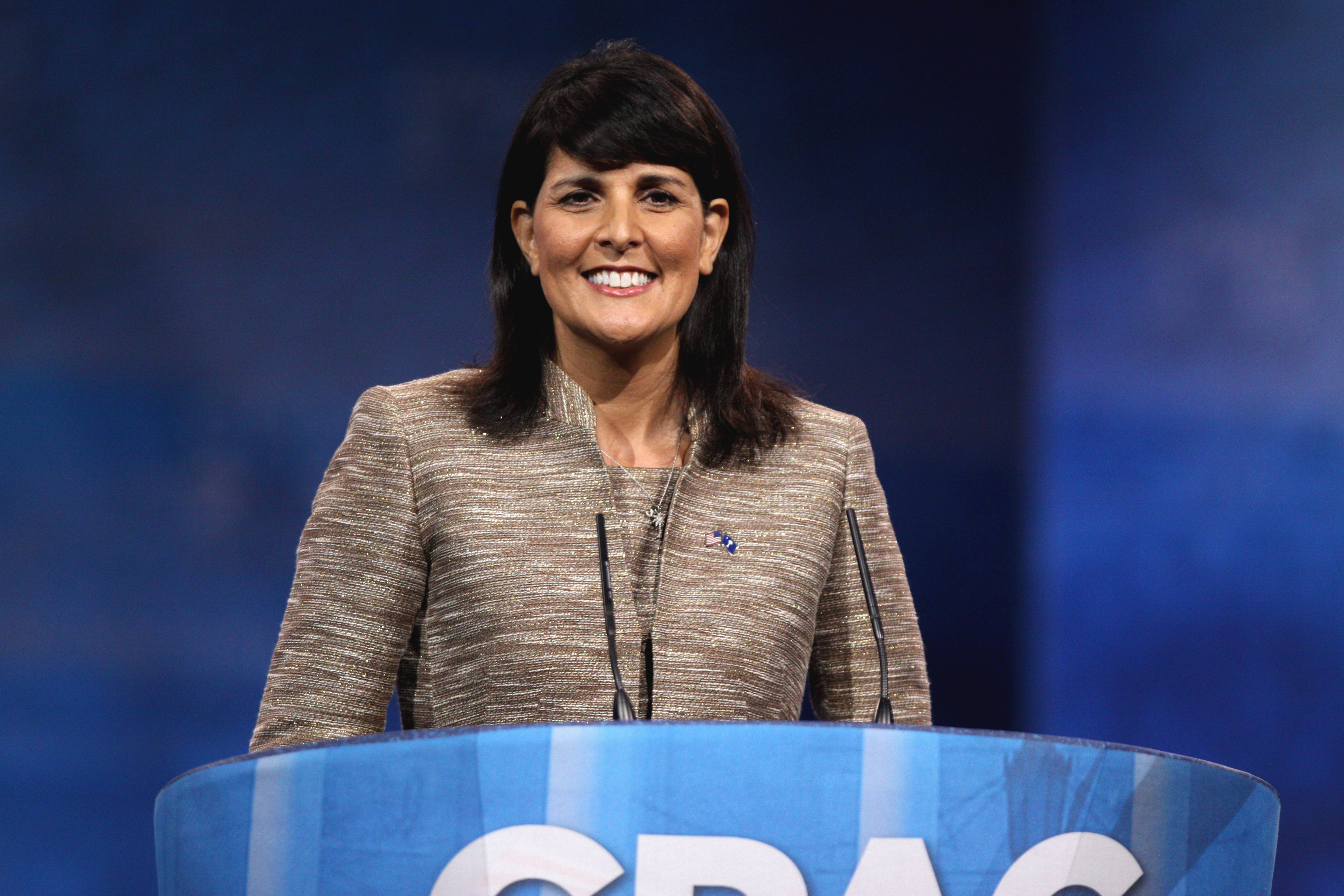
Haley bei einer Rede auf der Conservative Political Action Conference in National Harbor
am 15. März 2013

Nach dem Anschlag in Charleston vom 17. Juni 2015, bei dem neun schwarze Mitglieder der African Methodist Episcopal Church erschossen wurden, sprach sich Haley dafür aus, die Flagge der Konföderierten Staaten – das Symbol der Abschaffung der Sklaverei durch Austritt aus der Union (1860/61) zuvorkommenden Südstaaten – auf staatlichem Gelände nicht mehr zu verwenden.
Anfang Februar 2017 trat Haley erstmals im UN-Sicherheitsrat auf. Sie kritisierte die russische Vorgehensweise in der Ukraine als „aggressiv“; zur Annexion der Krim sagte sie, die US-Sanktionen würden bestehen bleiben, „bis Russland die Kontrolle über die Halbinsel an die Ukraine zurückgegeben hat“.
Haley hat sich gegen uneingeschränkte Schwangerschaftsabbrüche und die von der Regierung Obama durchgeführte Krankenversicherungsreform Obamacare ausgesprochen. Sie tritt für eine weite Auslegung des 2. Zusatzartikels zur Verfassung ein, der es der US-Regierung verbietet, das Recht auf Besitz und Tragen von Waffen einzuschränken.
Einige Tage nach ihrer Rücktrittsankündigung als UN-Botschafterin widersprach sie Donald Trump, der im Wahlkampf vor den Halbzeitwahlen 2018 die Demokraten als „bösartig“, „kriminalitätsfreundlich“ und „nicht an der Landesverteidigung interessiert“ bezeichnete. Ansonsten hielt sich Haley mit öffentlicher Kritik an Trump eher zurück. Auch 2024 änderte sie erneut ihren Kurs, als sie ihre innerparteiliche Kandidatur zunächst lange aufrechterhielt und bis zuletzt gegen Trump antrat, nach dem Scheitern bei den Präsidentschaftsvorwahlen aber sogleich erklärte, Trumps Wiederwahl zu unterstützen.

## Laufbahn in der Privatwirtschaft
Im April 2019 wurde Haley in den Verwaltungsrat der Boeing Company gewählt, einem der führenden Flugzeugbauer und Rüstungskonzerne der Welt. Nach weniger als einem Jahr in dieser Position trat sie zurück.

## Auszeichnungen
- 2015: Ehrendoktorwürde der University of South Carolina[34]
- 2018: Ehrendoktorwürde der Clemson University[35]
- 2019: Theodor-Herzl-Preis des Jüdischen Weltkongresses (WJC)[36]

## Schriften
- Can't Is Not an Option: My American Story, Sentinel, 2012, ISBN 978-1-59523-085-0.
- With All Due Respect: Defending America with Grit and Grace, St. Martin’s Press, 2019, ISBN 978-1-250-26655-2.
- If You Want Something Done: Leadership Lessons from Bold Women, St. Martin’s Press, 2022, ISBN 978-1-250-28497-6.